# Dota 2
Dota 2 é um jogo eletrônico do gênero multiplayer online battle arena (MOBA) desenvolvido e publicado pela Valve. Lançado em 2013, o jogo é uma sequência de Defense of the Ancients (DotA), uma modificação criada pela comunidade para o jogo Warcraft III: Reign of Chaos, da Blizzard Entertainment. O Dota 2 é jogado em partidas entre dois times de cinco jogadores, com cada time ocupando e defendendo sua própria base separada no mapa. Cada um dos dez jogadores controla independentemente um personagem poderoso conhecido como "herói", todos com habilidades únicas e estilos de jogo diferentes. Durante uma partida, os jogadores coletam pontos de experiência e itens para que seus heróis derrotem com sucesso os heróis da equipe adversária em um combate jogador contra jogador. Uma equipe vence por ser a primeira a destruir o "Ancestral" da outra equipe, uma grande estrutura localizada dentro de sua base.
O desenvolvimento de Dota 2 começou em 2009, quando IceFrog, designer-chefe de Defense of the Ancients, foi contratado pela Valve para criar um remake modernizado para eles no motor de jogo Source. Foi lançado para Windows, macOS e Linux por meio da plataforma de distribuição digital Steam em julho de 2013, após uma fase beta aberta apenas para Windows que começou dois anos antes. O jogo é totalmente gratuito, sem heróis ou qualquer outro elemento de jogabilidade que precise ser comprado ou desbloqueado. Para mantê-lo, a Valve apóia o jogo como um serviço, vendendo loot boxes e um sistema de assinatura de passe de batalha chamado Dota Plus, que oferece em troca bens virtuais que não alteram a jogabilidade, como cosméticos de heróis e pacotes de substituição de áudio. O jogo foi portado para o motor Source 2 em 2015, tornando-se o primeiro jogo a usá-lo.

## Jogabilidade
Dota 2 é um jogo eletrônico do gênero multiplayer online battle arena (MOBA) no qual duas equipes de cinco jogadores competem para destruir uma grande estrutura defendida pela equipe adversária conhecida como "Ancestral" enquanto defende a sua. Como em Defense of the Ancients, o jogo é controlado usando controles padrões de estratégia em tempo real, e é apresentado em um único mapa em uma perspectiva isométrica tridimensional. Cada um dos dez jogadores controla um dos 123 personagens jogáveis do jogo, conhecidos como "heróis", cada um com seu próprio design, pontos fortes e fracos. Os heróis são divididos em dois papéis principais, conhecidos como carregador e suporte.
Os carregadores (também chamados em inglês de carrys ou cores) começam cada partida como fracos e vulneráveis, mas podem se tornar mais poderosos posteriormente no jogo, tornando-se assim capazes de "carregar" seu time à vitória. Os suportes geralmente carecem de habilidades que causam dano pesado, em vez disso, têm mais funcionalidade e utilidade que fornecem assistência para seus carregadores, como fornecer cura e outras melhorias. Os jogadores selecionam seu herói durante uma fase de escolha pré-jogo, onde também podem discutir potenciais estratégias e combinações de heróis com seus companheiros de equipe. Os heróis são removidos da lista de seleção e ficam indisponíveis para todos os outros jogadores assim que um é selecionado e não podem ser alterados após o término da fase de seleção. Todos os heróis possuem um ataque básico além de habilidades poderosas, que são o principal método de luta. Cada herói tem pelo menos quatro delas, todas únicas. Os heróis começam cada jogo com um nível de experiência de um, tendo acesso apenas a uma de suas habilidades, mas são capazes de subir de nível e se tornar mais poderosos no decorrer do jogo, até um nível máximo de 30. Sempre que um herói ganha um nível de experiência, o jogador é capaz de desbloquear outra de suas habilidades ou melhorar uma já aprendida. A habilidade mais poderosa para cada herói é conhecida como "ultimate", o que exige que eles tenham um nível de experiência de seis para usar.
Para evitar que as habilidades sejam usadas sem consequências, um sistema de magia é apresentado no jogo. Ativar uma habilidade custa ao herói alguns de seus "pontos de mana", que se regeneram lentamente com o tempo. O uso de uma habilidade também fará com que ela entre em um período de espera, no qual a habilidade não pode ser usada novamente até que o tempo seja reiniciado. Todos os heróis possuem três atributos: força, inteligência e agilidade, que afetam pontos de vida, pontos de mana e velocidade de ataque, respectivamente. Cada herói tem um atributo primário dos três, que adiciona dano básico às suas não-habilidades quando aumentados, entre outras melhorias menores. Os heróis também têm um sistema de aumento de habilidade conhecido como "Árvore de Talentos", que permite aos jogadores mais escolhas sobre como desenvolver seu herói. Se um herói ficar sem pontos de saúde e morrer, ele é removido do jogo ativo até que uma contagem chegue a zero, onde ele reaparece em sua base com apenas algum ouro perdido.
As duas equipes — conhecidas como Iluminados e Temidos — ocupam bases fortificadas em cantos opostos do mapa, que é dividido ao meio por um rio que pode ser atravessado e conectado por três caminhos, que são chamados de "trilhas". As trilhas são guardadas por torres defensivas que atacam qualquer unidade adversária que fique dentro de sua linha de visão. Um pequeno grupo de monstros fracos controlados por computador chamados "criaturas" percorre caminhos predefinidos ao longo das trilhas e tenta atacar quaisquer heróis, criaturas e estruturas opostas em seu caminho. Criaturas são geradas periodicamente ao longo do jogo em grupos de duas estruturas, chamadas de "quartéis", que existem em cada trilha e estão localizados dentro das bases das equipes. O mapa também é coberto permanentemente para ambas as equipes em uma neblina de guerra, o que impede que uma equipe veja os heróis e as criaturas da equipe adversária se eles não estiverem diretamente à vista de si mesmos ou de uma unidade aliada. O mapa também apresenta um ciclo dia-noite, com algumas habilidades de heróis e outras mecânicas de jogo sendo alteradas dependendo do tempo do ciclo. Também presentes no mapa estão as "criaturas neutras" que são hostis a ambas as equipes e residem em locais marcados no mapa conhecidos como "acampamentos". Os acampamentos estão localizados na área entre as trilhas conhecida como "selva", que ambos os lados do mapa têm.
As criaturas neutras não atacam a menos que sejam provocadas, e reaparecem com o tempo se mortos. A criatura neutra mais poderosa é chamada de "Roshan", que é um chefe único que pode ser derrotado por qualquer uma das equipes para obter itens especiais, como um que permite uma ressurreição única se o herói que o segura for morto. Roshan reaparecerá cerca de dez minutos depois de ser morto, e se torna progressivamente mais difícil de matar à medida que a partida progride ao longo do tempo. Runas, que são itens especiais que surgem em posições definidas no mapa a cada poucos minutos, oferecem aos heróis poderes temporários, mas poderosos quando coletados, como dano duplo e invisibilidade.
Além de ter habilidades se tornando mais fortes durante o jogo, os jogadores podem comprar itens de locais definidos no mapa chamados lojas que fornecem suas próprias habilidades especiais. Os itens não se limitam a heróis específicos e podem ser comprados por qualquer pessoa. Para obter um item, os jogadores devem poder pagá-lo com ouro em lojas localizadas no mapa, que é obtido principalmente matando heróis inimigos, destruindo estruturas inimigas e matando criaturas, sendo este último um ato chamado "farmar". Somente o herói que atinge o golpe mortal em uma criatura obtém o ouro dela, um ato chamado de "último golpe" (em inglês: last hit), mas todos os aliados recebem uma parte de ouro quando um herói inimigo morre perto deles. Os jogadores também são capazes de "negar" unidades e estruturas aliadas batendo-as pela última vez, o que impede que seus oponentes obtenham experiência completa delas. O ouro não pode ser compartilhado entre os companheiros de equipe, com cada jogador tendo seu próprio estoque independente. Os jogadores também recebem um fluxo contínuo, mas pequeno, de ouro ao longo de uma partida.
Vale lembrar, ainda, que há vários modos de jogo, tipos diferentes de maneiras de jogar, dentro do Dota 2, seja os tipos de partida "competitiva" ou "livre", seja como "Seleção de Habilidades", "Turbo", entre outros.

## Desenvolvimento
A série Dota começou em 2003 com Defense of the Ancients (DotA) — uma modificação para Warcraft III: Reign of Chaos da Blizzard Entertainment — criado pelo designer com o pseudônimo "Eul". Um pacote de expansão para Warcraft III, The Frozen Throne, foi lançado no final daquele ano; uma série de modificações clones de Defense of the Ancients para o novo jogo competiu por popularidade. DotA: Allstars de Steve Feak foi o mais bem sucedido, e Feak, com seu amigo Steve Mescon, criou o site oficial da comunidade de Defense of the Ancients e a holding DotA-Allstars, LLC. Quando Feak se aposentou do DotA: Allstars em 2005, um amigo, sob o pseudônimo de IceFrog, tornou-se o projetista principal. No final dos anos 2000, Defense of the Ancients se tornou uma das modificações de jogos eletrônicos mais populares em todo o mundo, bem como um jogo de esporte eletrônico proeminente. IceFrog e Mescon mais tarde tiveram um desentendimento em maio de 2009, o que levou o primeiro a estabelecer um novo site de comunidade em playdota.com. O interesse da Valve na propriedade intelectual do Dota começou quando vários funcionários veteranos, incluindo o projetista do Team Fortress 2 Robin Walker e o executivo Erik Johnson, tornaram-se fãs da modificação e queriam construir uma sequência moderna. A empresa se correspondeu com IceFrog por e-mail sobre seus planos de longo prazo para o projeto, e ele foi posteriormente contratado para dirigir uma sequência. IceFrog anunciou pela primeira vez sua nova posição por meio de seu blog em outubro de 2009, com Dota 2 sendo oficialmente anunciado um ano depois.
A Valve adotou a palavra "Dota", derivada do acrônimo do mod original, como o nome de sua franquia recém-adquirida. Johnson argumentou que a palavra se referia a um conceito e não era um acrônimo. Logo após o anúncio do Dota 2, a Valve entrou com uma ação de registro de marca registrada para o nome Dota. Na Gamescom 2011, o presidente da empresa, Gabe Newell, explicou que a marca registrada era necessária para desenvolver uma sequência com a marca já identificável. Mantendo o nome Dota como um ativo da comunidade, Feak e Mescon registraram uma marca registrada oposta para Dota em nome da DotA-Allstars, LLC (então uma subsidiária da Riot Games) em agosto de 2010. Rob Pardo, o vice-presidente executivo da Blizzard Entertainment na época, afirmou da mesma forma que o nome Dota pertencia à comunidade da modificação. A Blizzard adquiriu a DotA-Allstars, LLC da Riot Games e apresentou uma oposição contra a Valve em novembro de 2011, citando a propriedade da Blizzard do Warcraft III World Editor e da DotA-Allstars, LLC como reivindicações apropriadas para o nome da franquia. A disputa foi resolvida em maio de 2012, com a Valve retendo os direitos comerciais da marca Dota, permitindo o uso não comercial do nome por terceiros. Em 2017, a propriedade da franquia da Valve foi novamente contestada, depois que uma postagem de Eul em um fórum de discussão na internet em 2004 foi trazida à tona por uma empresa chinesa conhecida como uCool, que lançou um jogo para celular em 2014 que usava personagens do universo Dota. uCool, que já esteve envolvida em um processo com a Blizzard em 2015 por razões semelhantes, junto com outra empresa chinesa, Lilith Games, argumentou que a postagem no fórum invalidava quaisquer reivindicações de propriedade intelectual, afirmando que a propriedade Dota era um trabalho coletivo de código aberto que não podia ser protegido por direitos autorais por ninguém em particular. O juiz Charles R. Breyer negou a moção de uCool para tutela antecipada, com a Blizzard arquivando moções para rejeitar todas as reivindicações contra uCool e Lilith com prejuízo.
Um dos primeiros objetivos da equipe do Dota 2 foi a adaptação do estilo estético de Defense of the Ancients para o motor de jogo Source. As facções Iluminados e Temidos substituíram a Sentinela e o Flagelo da modificação, respectivamente. Nomes de personagens, habilidades, itens e o mapa da modificação foram amplamente mantidos, com algumas mudanças devido a marcas registradas de propriedade da Blizzard. Na primeira sessão de perguntas e respostas sobre o Dota 2, IceFrog explicou que o jogo seria construído sobre a modificação sem fazer mudanças significativas em sua essência. A Valve contratou grandes colaboradores da comunidade de Defense of the Ancients, incluindo Eul e o artista Kendrick Lim, para ajudar na sequência. Contribuições adicionais de fontes fora da Valve também foram procuradas regularmente para o Dota 2, para continuar a tradição de Defense of the Ancients de desenvolvimento de origem comunitária. Um dos compositores de Warcraft III: Reign of Chaos, Jason Hayes, foi contratado para colaborar com Tim Larkin para escrever a trilha sonora original do jogo, que foi conduzida por Timothy Williams e tocada e gravada pela Northwest Sinfonia na Universidade de Bastyr.  A Valve tinha o escritor da série Half-Life, Marc Laidlaw, o autor de ficção científica Ted Kosmatka e o funcionário de suporte do Steam, Kris Katz para escrevem novos diálogos e histórias de fundo para os heróis. Dubladores notáveis para heróis incluíram Nolan North, Dave Fennoy, Jon St. John, Ellen McLain, Fred Tatasciore, Merle Dandridge, Jen Taylor e John Patrick Lowrie, entre outros.
O próprio mecanismo Source foi atualizado com novos recursos para acomodar o Dota 2, como modelagem 3D de alta qualidade e iluminação global aprimorada. O jogo apresenta integração com a Steam, que fornece seu componente social e armazenamento em nuvem para configurações pessoais. Em novembro de 2013, a Valve introduziu um sistema de treinamento que permite que jogadores experientes ensinem jogadores mais novos com ferramentas do jogo. Como nos jogos multijogador anteriores da Valve, os jogadores podem assistir a partidas ao vivo de Dota 2 jogadas por outros, e o suporte multijogador de rede local (LAN) permite competições locais. Alguns desses eventos podem ser assistidos por meio da compra de ingressos na "Dota Store", que dão aos jogadores acesso às partidas no jogo. As taxas dos ingressos são repassadas em parte aos organizadores do torneio. O jogo também apresenta um sistema de esporte fantasy no jogo, que é modelado após tradicionais esportes fantasy e apresenta jogadores e times profissionais de Dota 2. Os jogadores também podem assistir a jogos em realidade virtual (VR) com até 15 outros, o que foi adicionado em uma atualização em julho de 2016. A atualização também adicionou um modo de exibição de herói, que permite aos jogadores ver todos dos heróis e seus cosméticos em tamanho real na realidade virtual.
Como parte de um plano para desenvolver Dota 2 em uma rede social, Newell anunciou em abril de 2012 que o jogo seria gratuito para jogar, e que as contribuições da comunidade seriam um recurso fundamental. Em vez disso, a receita é gerada por meio da "Dota Store", que oferece bens virtuais cosméticos para compra, como armaduras e armas personalizadas para seus heróis. Também foi anunciado que a lista completa de heróis estaria disponível gratuitamente no lançamento. Até o lançamento oficial do jogo em 2013, os jogadores podiam comprar um pacote de acesso antecipado, que incluía uma cópia digital do Dota 2 e vários itens cosméticos. Incluído como conteúdo para download (DLC) opcional, o Dota 2 Workshop Tools é um conjunto de ferramentas do kit de desenvolvimento de software (SDK) Source 2 que permite aos criadores de conteúdo criar novos cosméticos de heróis, bem como modos de jogo personalizados, mapas e scripts de bots. Cosméticos altamente cotados, através do Steam Workshop, estão disponíveis na loja do jogo se forem aceitos pela Valve. Este modelo foi modelado após o Team Fortress 2 da Valve, que rendeu aos designers itens cosméticos da Workshop desse jogo mais de US$ 3,5 milhões em junho de 2011. Newell revelou que o colaborador médio da Steam Workshop para Dota 2 e Team Fortess 2 ganharam aproximadamente US$ 15.000 com suas criações em 2013. Em 2015, as vendas de produtos virtuais de Dota 2 renderam à Valve mais de US$ 238 milhões em receita, de acordo com o grupo de pesquisa de mercado de jogos digitais SuperData. Em 2016, a Valve introduziu a opção "Custom Game Pass" para criadores de modos de jogo personalizados, que permite que eles sejam financiados por meio de microtransações adicionando recursos exclusivos, conteúdo e outras alterações ao modo de jogo para jogadores que compram.
O Dota 2 inclui um sistema de matchmaking baseado no sistema de rating Elo, que é medido por um valor numérico conhecido como "matchmaking rating" (MMR) que é rastreado separadamente para funções de carregador e de suporte e classificado em diferentes níveis. MMR é atualizado com base em se um jogador ganhou ou perdeu, o que fará com que ele aumente ou diminua, respectivamente. Os servidores do jogo, conhecidos como "Coordenador de Partidas", tentam equilibrar os dois times com base no MMR de cada jogador, com cada time tendo aproximadamente 50% de chance de vencer em qualquer jogo. Também estão disponíveis modos de jogo ranqueado com um MMR rastreado separadamente, que diferem principalmente dos jogos não classificados por tornar o MMR publicamente visível, além de exigir o registro de um número de telefone em suas contas, o que ajuda a promover um ambiente mais competitivo. Para garantir que a classificação de cada jogador esteja atualizada e precisa, o MMR é recalibrado a cada seis meses. Os jogadores com a classificação de medalhas mais alta possível são listados pela Valve em uma tabela de classificação on-line, separados nas regiões da América do Norte, Europa, Sudeste Asiático e China. O jogo também inclui um sistema de reporte, que permite aos jogadores punir o comportamento do jogador que fornece intencionalmente uma experiência negativa. Os jogadores que são denunciados o suficiente ou abandonam vários jogos antes de terminarem, uma prática conhecida como "abandono", são colocados em matchmaking de baixa prioridade, que permanece na conta do jogador até que eles ganhem um número específico de jogos e apenas grupos com outros jogadores que também tenham a mesma punição. Outros recursos incluem um sistema de replay aprimorado de Defense of the Ancients, no qual um jogo completo pode ser baixado no cliente e visualizado por qualquer pessoa posteriormente, e o recurso "Builds de Heróis", que fornece guias criados pela comunidade que destacam ao jogador como jogar com seu herói.

### Dota 2 Reborn
Em junho de 2015, a Valve anunciou que todo o Dota 2 seria transferido para o mecanismo de jogo Source 2 em uma atualização chamada Dota 2 Reborn. Reborn foi lançado pela primeira vez como uma atualização beta no mesmo mês, e substituiu oficialmente o cliente original em setembro de 2015, tornando-se o primeiro jogo a usar o motor. Reborn incluiu um novo design da estrutura de interface de usuário, capacidade para modos de jogo personalizados criados pela comunidade e a substituição completa do mecanismo Source original pelo Source 2. Em grande parte atribuída às dificuldades técnicas que os jogadores experimentaram com a atualização, a base global de jogadores experimentou uma queda acentuada de aproximadamente dezesseis por cento no mês seguinte ao seu lançamento. No entanto, após várias atualizações e patches, mais de um milhão de jogadores simultâneos voltaram a jogar no início de 2016, sendo esse o número maior em quase um ano. A mudança para o Source 2 também permitiu o uso da API gráfica Vulkan, lançada como um recurso opcional em maio de 2016, tornando o Dota 2 um dos primeiros jogos a usá-lo.

## Lançamento

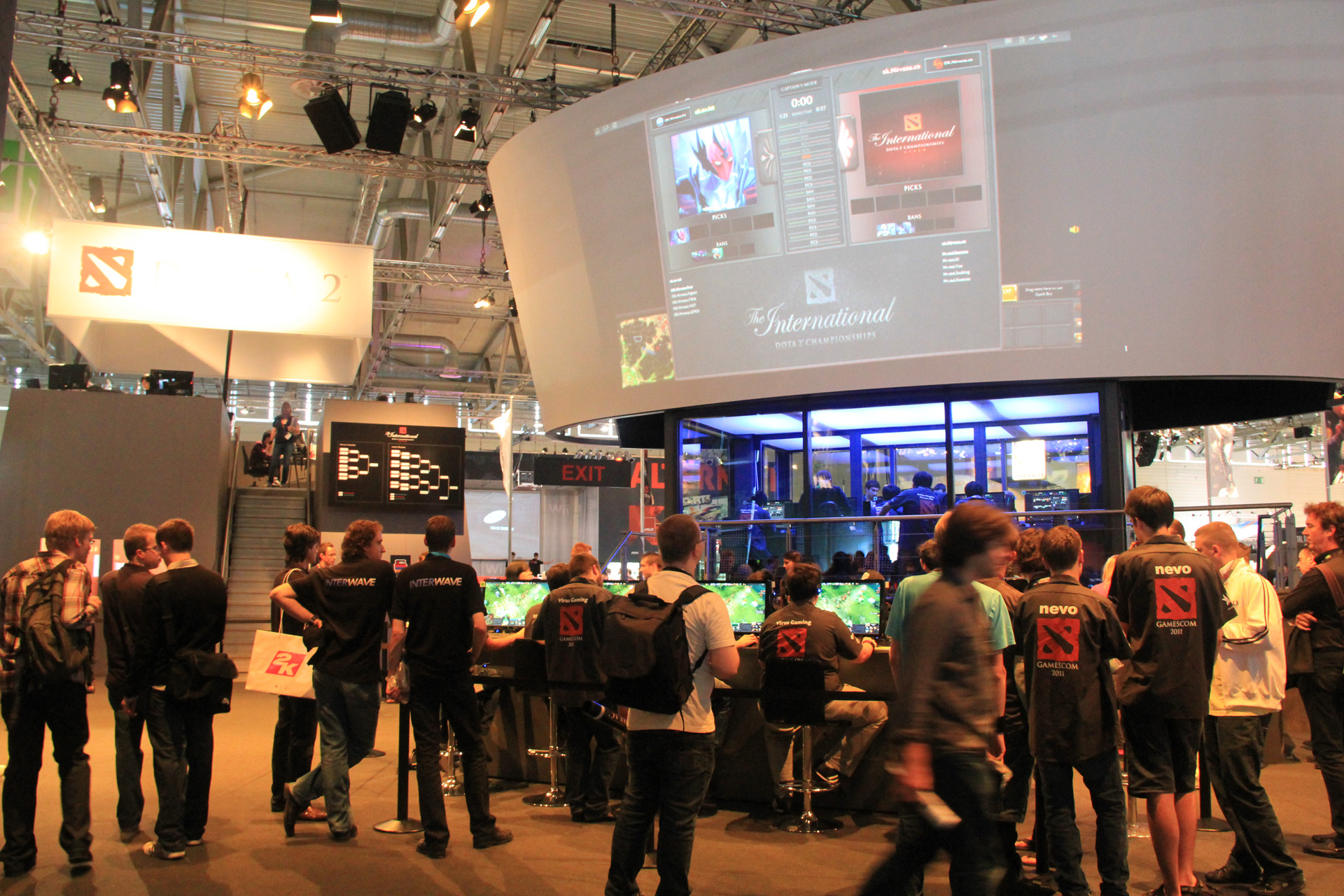
Gamescom 2011 na Colônia, onde o jogo foi disponibilizado pela primeira vez para o público

Dota 2 foi disponibilizado ao público pela primeira vez na Gamescom em 2011, coincidindo com o campeonato internacional inaugural, o principal evento de torneio de esporte eletrônico do jogo. No evento, a Valve começou a enviar convites do beta fechado para os jogadores e participantes do DotA. Embora o jogo fosse originalmente lançado publicamente em 2012, a Valve mais tarde descartou esse plano, pois teria mantido o jogo em seu estado beta fechado por mais de um ano. Devido a isso, a Valve suspendeu o acordo de não-divulgação e fez a transição do jogo para o beta aberto em setembro de 2011, permitindo que os jogadores discutissem o jogo e suas experiências publicamente.
Após quase dois anos de testes beta, Dota 2 foi lançado oficialmente na Steam para Windows em 9 de julho de 2013 e para OS X e Linux em 18 de julho de 2013. O jogo não foi lançado com todos os heróis de Defense of the Ancients. Em vez disso, os que faltavam foram adicionados em várias atualizações pós-lançamento, com o último, assim como o primeiro herói original do Dota 2, sendo adicionado em 2016. Dois meses após o lançamento do jogo, Newell afirmou que as atualizações do Dota 2 geraram até três por cento do tráfego global da internet. Em dezembro de 2013, as restrições finais contra o acesso global ilimitado ao Dota 2 foram suspensas depois que a infraestrutura e os servidores do jogo foram substancialmente reforçados. A fim de cumprir os padrões estabelecidos pela legislação econômica de países específicos, a Valve optou por contratar desenvolvedores nacionais para publicação. Em outubro de 2012, a editora de jogos chinesa Perfect World anunciou que havia recebido os direitos de distribuição do jogo no país. O cliente chinês também possui um modo "Baixa Violência" específico da região, que remove a maioria das representações de sangue, sangue coagulado e caveiras para que o jogo siga as políticas de censura do país. Em novembro de 2012, um acordo de publicação semelhante foi feito com a empresa de jogos Nexon, com sede na Coreia do Sul, para distribuir e comercializar o jogo no país, bem como no Japão. Três anos depois, a Nexon anunciou que não estaria mais operando servidores para Dota 2, com a Valve assumindo a distribuição direta e o marketing do jogo nessas regiões.
Em dezembro de 2016, o Dota 2 foi atualizado para a versão de jogo 7.00, também conhecida como atualização "The New Journey". Antes da atualização, a série Dota estava na versão 6.xx por mais de uma década, marcando a primeira grande revisão desde que IceFrog originalmente assumiu o desenvolvimento da modificação original em meados dos anos 2000. A atualização The New Journey adicionou e alterou vários recursos e mecânicas do jogo, incluindo a adição do primeiro herói original não transferido de Defense of the Ancients, um mapa reformulado, um HUD redesenhado, uma fase pré-jogo que permite aos jogadores discutir a estratégia de sua equipe e um sistema de aumento de habilidade "Árvore de Talentos". Em abril de 2017, a Valve anunciou mudanças no sistema de organizar partidas ranqueadas do jogo, com a principal delas exigindo o registro de um número de telefone exclusivo na conta do jogador para jogá-los, uma prática anti-trapaça e smurfing que eles haviam implementado anteriormente em seu jogo de tiro em primeira pessoa, Counter-Strike: Global Offensive. Outras mudanças na organização de partidas do jogo foram trazidas em uma atualização em novembro de 2017, onde o antigo sistema MMR numérico foi substituído por um sazonal baseado em oito níveis de classificação que são recalibrados a cada seis meses, um movimento que aproximou o sistema de classificação do jogo à aqueles usados em outros jogos competitivos, como Global Offensive, StarCraft e League of Legends.
Durante a maior parte de 2018, a Valve decidiu lidar com as atualizações de balanceamento de jogabilidade para o jogo de uma maneira diferente. Em vez de lançar atualizações maiores irregularmente ao longo do ano, as menores seriam lançadas em um cronograma definido a cada duas semanas. Na mesma época, o jogo também introduziu o sistema de assinatura mensal "Dota Plus", que substituiu os passes de batalha sazonais lançados para coincidir com um grande torneio. Além de oferecer tudo o que os passes de batalha ofereciam anteriormente, o Dota Plus adicionou novos recursos, como um sistema de conquista específico dos heróis que recompensa os jogadores que os completam com cosméticos exclusivos, além de fornecer análises e estatísticas de heróis e jogos coletadas de milhares de jogos recentes.

## Esporte eletrônico

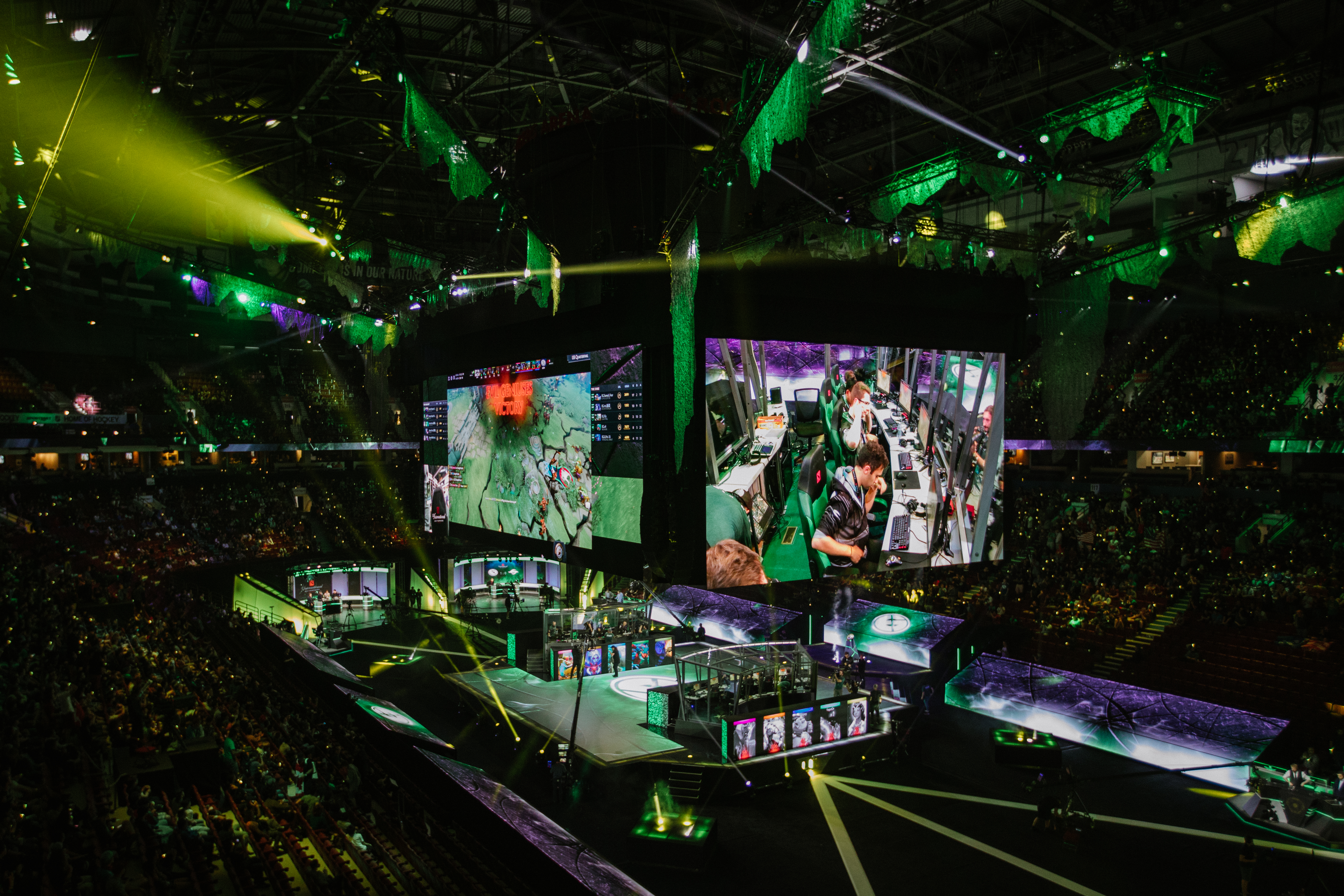
Os maiores torneios de Dota 2 costumam ter prêmios totalizando milhões de dólares. Aqui é mostrado o The International 2018, um torneio de US$ 25 milhões realizado na Rogers Arena em Vancouver.

Para garantir que jogadores suficientes de Defense of the Ancients jogassem Dota 2 e promover o jogo para um novo público, a Valve convidou dezesseis equipes de esporte eletrônico de Defense of the Ancients para competir em um torneio específico de Dota 2 na Gamescom em agosto de 2011, que mais tarde tornou-se um evento anual conhecido como The International. A partir do The International de 2013, sua premiação começou a ser financiada por meio de um tipo de passe de batalha no jogo chamado "Compêndio", que arrecada dinheiro dos jogadores que os compram e loot boxes conectadas para obter cosméticos exclusivos no jogo e outros bônus oferecidos por ele. 25% de toda a receita obtida com os Compêndios vão diretamente para a premiação, com as vendas do passe de batalha de 2013 arrecadando mais de US$ 2,8 milhões, o que a tornou a maior premiação da história dos esportes eletrônicos na época. De 2015 a 2021, cada iteração do International superou a premiação da anterior, com o The International de 2021 chegando a US$ 40 milhões.
Durante sua fase beta no início de 2010, vários outros eventos esportivos começariam a hospedar eventos de Dota 2, incluindo a Electronic Sports World Cup, DreamHack, World Cyber Games, e ESL. No final de 2011, Dota 2 já era um dos jogos esportivos mais bem pagos, perdendo apenas para StarCraft II. Na E3 de 2013, a empresa sul-coreana Nexon anunciou o investimento de ₩ 2 bilhões (aproximadamente US$ 1,7 milhão) em ligas locais do país, o que coincidiu com a parceria de distribuição com a Valve para o jogo. Em fevereiro de 2015, a Valve patrocinou e realizou o Dota 2 Asia Championships em Xangai, com uma premiação de mais de US$ 3 milhões arrecadada por meio de vendas de Compêndios. No total, os torneios profissionais de Dota 2 renderam à equipes e jogadores mais de US$ 100 milhões até junho de 2017, com mais da metade disso sendo concedido em Internationals, tornando-o o jogo de esportes eletrônicos com maior lucro por uma margem de quase US$ 60 milhões na época.
Do final de 2015 até o início de 2017, a Valve patrocinou uma série de torneios sazonais de menor escala, conhecidos como Dota Major Championships, todos com prêmios fixos de US$ 3 milhões. Seu formato foi baseado na série de torneios de mesmo nome que a Valve também patrocinou para seu jogo de tiro em primeira pessoa, Counter-Strike: Global Offensive. Incluindo os Internationals de 2016 e 2017, que foram considerados o Major cumulativo de suas respectivas temporadas, a série teve outros cinco eventos, que foram o Major de Frankfurt, Major de Xangai, Major de Manila, Major de Boston, e Major de Kiev. Após o International de 2017, os Majors foram substituídos pelo formato do Circuito Profissional de Dota (CPD) devido às críticas de equipes e fãs pela natureza não transparente e imprevisível da Valve para distribuir convites aos Internationals. No CPD, as equipes recebem pontos de qualificação por seu desempenho em torneios patrocinados, com os doze primeiros recebendo convites diretos para o International daquela temporada. Para evitar datas conflitantes com outros torneios, a Valve gerencia diretamente o agendamento dos mesmos.
O principal meio para a cobertura profissional de Dota 2 é por meio da plataforma de transmissão ao vivo Twitch. Para a maioria dos grandes eventos, a cobertura do torneio é feita por uma seleção de organizações dedicadas a esportes eletrônicos e profissionais que fornecem comentários no local, análises e entrevistas com jogadores, semelhantes aos eventos esportivos tradicionais. A cobertura dos torneios de Dota 2 também foi transmitida simultaneamente em redes de televisão, como a ESPN nos Estados Unidos, BBC Three no Reino Unido, Sport1 na Alemanha, TV 2 Zulu na Dinamarca, Xinwen Lianbo na China, Astro na Malásia, e TV5 nas Filipinas.

## Recepção
Dota 2 recebeu "aclamação universal" de acordo com o agregador de críticas Metacritic, e foi citado como um dos maiores jogos eletrônicos de todos os tempos. Em uma prévia do jogo em 2012, Rich McCormick da PC Gamer pensou que Dota 2 era "um jogo inacreditavelmente profundo e complexo que oferece a sequência mais pura do Defense of the Ancients original. Gratificante como poucos, mas difícil". Adam Biessener, o editor que escreveu o artigo de anúncio de Dota 2 para a Game Informer em 2010, elogiou a Valve por manter a mesma mecânica e equilíbrio de jogo que fez o sucesso de Defense of the Ancients quase uma década antes e Quintin Smith da Eurogamer descreveu Dota 2 como a "forma suprema do MOBA que todos os outros que trabalham no gênero está tentando capturar como um raio em uma garrafa". Os aspectos mais elogiados do jogo foram sua profundidade, entrega e equilíbrio geral. Chris Thursten da PC Gamer descreveu a jogabilidade como sendo "profunda e gratificante".
Martin Gaston da GameSpot elogiou a Valve pelo design artístico e entrega de Dota 2, citando a execução do design da interface do usuário, dublagem e caracterização como superiores aos dos concorrentes do jogo. Phill Cameron da IGN e James Kozanitis da Hardcore Gamer elogiaram Dota 2 por seu modelo de negócios gratuito para jogar (free-to-play), incluindo apenas itens cosméticos em contraste com outros jogos como League of Legends, que cobra para desbloquear melhores "heróis" para jogar como, com Kozanitis afirmando que Dota 2 era "o único jogo a fazer o free-to-play certo". Nick Kolan da IGN também concordou, comparando o modelo de negócios do jogo com o Team Fortress 2 da Valve, que usa um sistema quase idêntico. Adições pós-lançamento ao jogo também foram elogiadas, como a adição de suporte de realidade virtual (VR) em 2016. Ben Kuchera, da Polygon, achou que assistir jogos em VR era "incrível", comparando-o a poder assistir um jogo de futebol americano na televisão com a capacidade de entrar em campo a qualquer momento para ver o ponto de vista do quarterback. Chris Thursten da PC Gamer concordou, chamando a experiência de "incrível" e diferente de qualquer outro sistema de espectadores de esportes eletrônicos que existia antes dele. Sam Machkovech da Ars Technica também elogiou a adição, acreditando que a funcionalidade poderia "atrair muita atenção de jogadores e não jogadores".
Embora a maioria dos revisores tenha dado críticas altamente positivas ao Dota 2, uma crítica comum foi que o jogo mantém uma curva de aprendizado íngreme que requer um comprometimento excepcional para ser superada. Ao fornecer uma crítica moderadamente positiva que elogiou a estabilidade do produto da Valve, Fredrik Åslund da divisão sueca da Gamereactor descreveu sua primeira partida de Dota 2 como uma das experiências mais humilhantes e inóspitas de sua carreira de jogador, citando a curva de aprendizado e as atitudes dos jogadores como hostis. Benjamin Danneberg da GameStar aludiu à curva de aprendizado como um "penhasco de aprendizado", chamando a experiência do recém-chegado de dolorosa, com o recurso de tutorial novo na franquia Dota sendo apenas parcialmente bem sucedida. Em uma revisão para a Metro, Dota 2 foi criticado por não compensar as falhas com a curva de aprendizado de Defense of the Ancients, bem como a comunidade muitas vezes hostil. Peter Bright, da Ars Technica, também criticou a capacidade de sites de terceiros permitirem jogos de azar em troca de itens cosméticos e apostas nos resultados das partidas, semelhante às controvérsias que também existiam com o Counter-Strike: Global Offensive da Valve. Usando Dota 2 como exemplo, Bright achava que a Valve havia incorporado elementos de azar diretamente em seus jogos e tinha problemas com a prática não regulamentada, que ele disse ser frequentemente usada por jogadores menores de idade e regiões onde o jogos de azar são ilegais. O senador australiano Nick Xenophon teve um sentimento semelhante, afirmando que queria introduzir uma legislação em seu país para minimizar o acesso de menores de idade aos jogos de azar dentro dos jogos eletrônicos, incluindo Dota 2. Em resposta à controvérsia, a Valve e o gerente de projeto do Dota 2, Erik Johnson, afirmaram que tomariam medidas contra os sites de terceiros, pois a prática não era permitida por seus contratos de usuário ou API.
As comparações de Dota 2 com outros jogos do gênero MOBA são comuns, com a mecânica e o modelo de negócios comparados a League of Legends e Heroes of the Storm. Comparando-o com League of Legends, TJ Hafer da PC Gamer chamou Dota 2 de "experiência superior", afirmando que achava que o jogo era "tudo sobre contra-jogadas", com a maior parte do heróis sendo projetados para combater diretamente outro. Hafer também preferiu a forma como o jogo lidou com seu elenco de seleção de heróis, com todos eles sendo desbloqueados desde o início, ao contrário de League of Legends. Comparando Dota 2 com Heroes of the Storm, Jason Parker, da CNET, disse que, embora Heroes of the Storm fosse mais fácil de entrar, as complexidades e profundidade de Dota 2 seriam mais apreciadas por aqueles que dedicaram tempo para dominá-lo. Comparando-o ainda mais com Heroes of Newerth, jogadores da equipe profissional de Dota 2 da OG disseram que a maioria dos jogadores de Heroes of Newerth foram capazes de fazer a transição facilmente para o jogo, devido às fortes semelhanças que ambos os jogos compartilham. Semelhante a outros jogos on-line altamente competitivos, Dota 2 é frequentemente considerado como tendo uma comunidade hostil e "tóxica". Em 2019, um relatório da Liga Antidifamação descobriu que até 79% da base de jogadores do jogo relatou ter sido assediado de alguma forma durante o jogo, o que liderou sua lista.

### Prêmios
Após sua revelação em 2011, Dota 2 ganhou o People's Choice Award da IGN. Em dezembro de 2012, a PC Gamer listou Dota 2 como indicado ao prêmio de Jogo do Ano, bem como o melhor jogo de esporte eletrônico do ano. Em 2013, Dota 2 ganhou o prêmio de jogo de esporte eletrônico do ano da PC Gamer e onGamers. GameTrailers também concedeu ao jogo o prêmio de Melhor Jogo para PC de 2013, com a IGN também concedendo-o como Melhor Jogo de Estratégia e Táticas para PC, Melhor Jogo Multijogador para PC, e o People's Choice Award. Da mesma forma, a Game Informer reconheceu Dota 2 nas categorias de Melhor Exclusivo para PC, Melhor Multijogador Competitivo e Melhor Estratégia de 2013. No mesmo ano, Dota 2 foi indicado a vários prêmios pela Destructoid. Enquanto a equipe selecionou StarCraft II: Heart of the Swarm, Dota 2 recebeu a maioria dos votos distribuídos entre os nove indicados. Dota 2 foi posteriormente nomeado para o melhor jogo multijogador no 10th British Academy Games Awards em 2014, mas perdeu para Grand Theft Auto V, e foi nomeado para Jogo de Esports do Ano no The Game Awards em seus eventos de 2015 a 2019, enquanto ganhava o prêmio de melhor MOBA no Global Game Awards de 2015. O jogo também foi indicado para o prêmio "Love/Hate Relationship" criado pela comunidade no Steam Awards inaugural em 2016. No final da década de 2010, o jogo foi indicado para Choice Video Game no Teen Choice Awards de 2017, para Esports Game of the Year no Golden Joystick Awards, e como o melhor jogo de espectador da IGN.

## Documentário
Levando até a revelação pública do Dota 2 no The International 2011, a Valve documentou as vidas e histórias de três jogadores profissionais de Dota, Bento "hyhy" Lim, Danil "Dendi" Ishutin, Clinton "Fear" Loomis e o que o torneio sem precedentes significava para eles. Em agosto de 2012, GameTrailers anunciou que a Valve estava desenvolvendo o documentário até então sem nome. Ao longo de Junho de 2013, a Valve conduziu o que descreveram como uma fase particular "teste beta", em que eles convidaram um pequeno número de indivíduos para visitar a empresa sede em Bellevue, Washington, a fim de oferecer primeiras exibições do documentário para a estreia. Quando o convite foi vazado para Kotaku, um blog gamer, o vice-presidente de marketing da Valve, Doug Lombardi, confirmou o desenvolvimento do documentário e revelou que seu nome iria ser "Free to Play". O documentário foi lançado em 19 de março de 2014.